# Antonio Arcieri
Antonio Arcieri (Latronico, 11 maggio 1819 – Latronico, 25 aprile 1894) è stato un politico italiano.
Fu senatore del Regno d'Italia nella XV legislatura.
Nacque a Latronico da Gaetano e Clementina Perretti. Fu avvocato e docente di diritto civile presso la Regia Università di Napoli. Eletto deputato al parlamento per il collegio di Lagonegro nella IX legislatura, lo rappresentò anche nella XI, nella XII, nella XIII e nella XIV. Nel 1883 fu nominato senatore del Regno.
Militò sempre nelle file della Sinistra storica di Depretis, Crispi, Nicotera, Lovito e Lacava, che lo ebbero in grande estimazione. In Parlamento richiamò l'attenzione del Governo sulla necessità di costruire il tronco ferroviario di Sicignano degli Alburni - Lagonegro.
Morì a Latronico il 25 aprile 1894.